# Hohenzollern (Schiff, 1893)
Die Hohenzollern diente von 1893 bis 1918 dem deutschen Kaiser Wilhelm II. als Staatsyacht für repräsentative Zwecke. Das Schiff gehörte zur Kaiserlichen Marine, die es als Aviso in der Liste der Kriegsschiffe führte. Als Begleitschiff diente ab 1900 das Depeschenboot Sleipner.

## Entwicklung und Bau
Nach der Thronbesteigung Wilhelms II. im Juni 1888 nutzte dieser häufiger das Schiff für Staatsbesuche und Reisen. Da jedoch die noch als Raddampfer ausgeführte alte Hohenzollern inzwischen technisch veraltet war und den Anforderungen des Kaisers nicht genügte, wurden für den Etat 1889/90 Finanzmittel für einen Neubau angefordert. Da dieser im Kriegsfall auch für militärische Zwecke eingesetzt werden sollte, beantragte der Staatssekretär des neugeschaffenen Reichsmarineamtes, Konteradmiral Karl Eduard Heusner, einen „Aviso für größere Kommandoverbände“. Im Reichstag kam es in der Folge zu Diskussionen über diese Benennung, die Mittel wurden aber letztlich gewährt. Die Konstruktionsabteilung des Reichsmarineamtes erstellte in der Folge die Baupläne für den Aviso. Unter Zeitgenossen waren diese nicht unumstritten, beispielsweise bezeichnete Eduard von Knorr das Schiff als „einen in das Wasser gefallenen Omnibus.“
Den Bauauftrag für den Aviso erhielt die Stettiner Werft AG Vulcan, die im Juli 1891 den Kiel für das Schiff streckte. Der Neubau stand am 27. Juni 1892 zum Stapellauf bereit. Nach einer Taufrede des Kaisers und der Taufe auf den Namen Hohenzollern durch Kaiserin Auguste Viktoria wurde der Neubau zu Wasser gelassen. Die gleichnamige alte Kaiseryacht erhielt am selben Tag den neuen Namen Kaiseradler. Der Ausbau des Schiffes wurde bis Anfang des Jahres 1893 beendet.

## Technik
Die Hohenzollern war als Quer- und Längsspant-Stahlbau ausgeführt und verfügte über hölzerne Decks. Der Rumpf war in 13 wasserdichte Abteilungen unterteilt und besaß über 40 % seiner Länge einen Doppelboden. Die Konstruktionsverdrängung lag bei 4.180 t, die maximale Verdrängung des einsatzbereiten Schiffs betrug 4.460 t. Der Aviso war insgesamt 122,0 m lang, wobei die Konstruktionswasserlinie 116,0 m maß. Die größte Breite des Schiffs betrug 14,0 m, der Tiefgang bei maximaler Verdrängung 5,22 m vorn und 6,21 m achtern.
Die elektrische Ausrüstung der Hohenzollern wurde mit einer Spannung von 67 V betrieben. Die Stromversorgung wurde durch drei Generatoren gesichert, die zusammen eine Leistung von 72 kW erbrachten. 1907 wurde die Leistung auf 120 kW erhöht.
Die Besatzung der Yacht bestand aus zwölf Offizieren und anfangs 301, nach dem Umbau 342 Mannschaften.
Die Hohenzollern war kein sonderlich gutes Seeschiff. Die Bewegungen im Seegang waren wenig angenehm, das Schiff begann bereits früh und stark zu schlingern. Der Fahrtverlust gegen See war nur gering, auch konnte die Yacht gut beiliegen. Die Manövriereigenschaften waren jedoch nur mittelmäßig.

### Antriebsanlage
Die Maschinenanlage des Avisos bestand aus zwei stehenden Dreizylinder-Verbunddampfmaschinen, die in einem gemeinsamen Maschinenraum untergebracht waren und zusammen eine Leistung von 9.588 PSi erbrachten. Den nötigen Dampf lieferten vier einfache Zylinderkessel mit 16 Feuerungen und 856 m² Heizfläche sowie vier Zylinder-Doppelkessel mit 32 Feuerungen und 1.823 m² Heizfläche. Die Kessel waren in zwei hintereinanderliegenden Kesselräumen angeordnet und erzeugten einen Dampfdruck von 12 atü. Während des Umbaus wurden die Doppelkessel durch neun Marinekessel mit 18 Feuerungen ersetzt. Die Gesamtheizfläche der Kesselanlage wuchs auf 3.360 m² an. Die Kesselräume wurden weiter unterteilt, sodass die Kessel ab 1907 in vier hintereinanderliegenden Räumen untergebracht waren. Durch den Umbau konnte die Leistung der Maschinenanlage auf 10.042 PSi gesteigert werden.
Die Dampfmaschinen wirkten jeweils auf eine vierflüglige Schraube mit 4,5 m Durchmesser. Die Antriebsanlage verlieh der Hohenzollern eine Höchstgeschwindigkeit von ursprünglich 21,5 kn, nach dem Umbau konnten 21,8 kn erreicht werden. Der mitgeführte Brennstoffvorrat von 540 t Kohle ermöglichte dem Schiff eine Reichweite von 2.520 sm bei einer Marschgeschwindigkeit von 14 kn oder 1.260 sm bei 20 kn.
Obwohl dampfbetrieben, erhielt die Yacht zu Stützzwecken eine Takelage. Sie war als Schoner geriggt und verfügte über eine Segelfläche von 436 m² an drei Masten.

### Bewaffnung

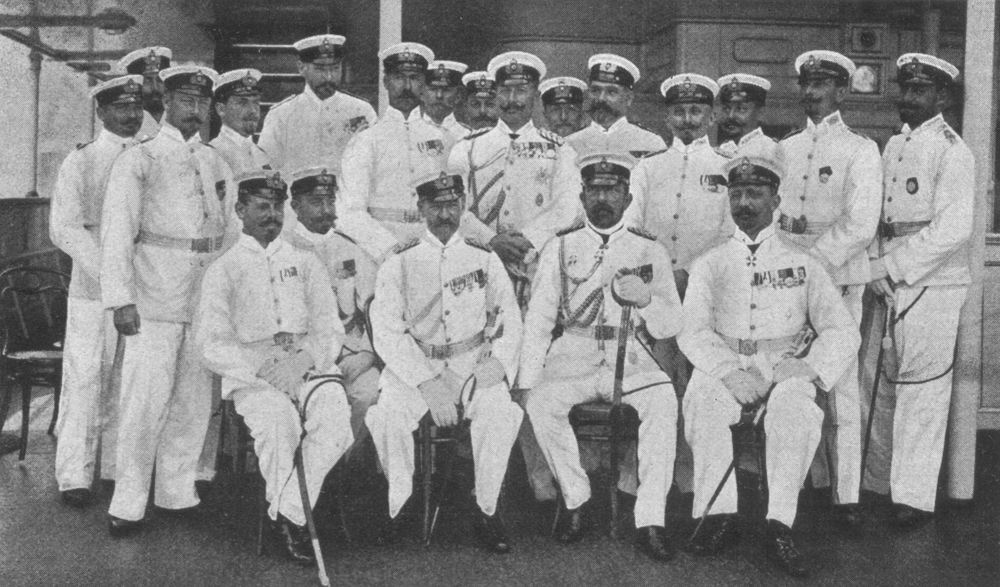
Der Kaiser inmitten der Schiffsoffiziere beim Stapellauf 1893

In Friedenszeiten war die Hohenzollern mit acht Schnellladekanonen des Kalibers 5,0 cm L/40 ausgerüstet, die eine Reichweite von 6,2 km besaßen. Für die Geschütze wurden insgesamt 1.270 Schuss Munition mitgeführt. Während des Umbaus wurde auch die Bewaffnung geändert und auf zwei Sk 5,2 cm L/55 reduziert. Der Munitionsvorrat betrug 150 Schuss pro Geschütz.
Der Aviso war ursprünglich auch für einen möglichen Einsatz als Kriegsschiff im Mobilmachungsfall vorgesehen. Die Baupläne sahen daher die Ausrüstung mit drei Kanonen 10,5 cm L/35 vor, die über eine Reichweite von 10,2 km sowie jeweils 100 Schuss Munition verfügten. Außerdem sollte die Zahl der 5,0-cm-Geschütze auf zwölf, ihr Munitionsvorrat auf 3.000 Schuss erhöht werden. Bei Ausbruch des Ersten Weltkrieges wurden diese Planungen jedoch nicht umgesetzt.

## Einsatz

Die Hohenzollern auf historischen Ansichtskarten

Nach der Fertigstellung wurde die Hohenzollern nach Swinemünde überführt. Dort fand am 8. April 1893 die erste Indienststellung statt. Noch während der Probefahrten, die bis zum 24. April abgeschlossen wurden, befand sich Kaiser Wilhelm II. vom 14. April zu einer zweitägigen Reise von Swinemünde nach Kiel auf dem Schiff. Die Sommerreise führte nach Glücksburg, Gotland und zum Besuch des schwedischen Königs Oskar II. nach Tullgarn. Von dort folgte im August die Reise nach Cowes. Ende September traf Wilhelm II. in Göteborg abermals mit dem König von Schweden zusammen und fuhr von Karlskrona nach Neufahrwasser. Als Begleitschiff auf diesen Reisen diente der Aviso Blitz unter Korvettenkapitän Ludwig Borckenhagen. Auch in den folgenden Jahren wurde die Hohenzollern immer von einem Kriegsschiff sowie einem Depeschenboot begleitet. Diese Schiffe erhielten oft auch den für die Hohenzollern sowie die Auslandskreuzer verwendeten Anstrich mit weißem Rumpf und grauen, ab 1898 gelben Aufbauten. Wie auch in den fünf nachfolgenden Jahren wurde die Besatzung während des Winters reduziert. Lediglich ein kleiner Teil der Mannschaften und zwei bis drei Offiziere verblieben auf der Yacht, um bei Bedarf deren Einsatzbereitschaft zügig herstellen zu können. Ein Großteil der Offiziere wurde zu Lehrgängen an der Marineakademie abkommandiert, während die restliche Besatzung auf der Hulk Niobe untergebracht wurde.
Die Nordlandreise im Anschluss an die Kieler Woche führte im Jahre 1894 nach Norwegen bis Trondheim, wobei zahlreiche Fjorde angelaufen wurden. Auf dieser Reise, ebenso wie in den nachfolgenden Jahren, begleiteten mehrere Diplomaten, Vertreter von Wirtschaft und Wissenschaft sowie Angehörige des Hofes den Kaiser, aber auch Künstler, wie etwa der Bildhauer Felix Görling. Anfang August ging die Hohenzollern wieder nach Cowes und im September besichtigte Wilhelm II. mit Erzherzog Karl Stephan von Österreich die Herbstübungsflotte vor Swinemünde und auf dem Marsch in die Danziger Bucht. An den Feierlichkeiten zur Eröffnung des Kaiser-Wilhelm-Kanals am 21. Juni 1895 sowie der anschließenden Durchfahrt nahm der Kaiser an Bord der Yacht teil. In diesem Jahr erfolgten ebenso Reisen nach Schweden sowie nach England.

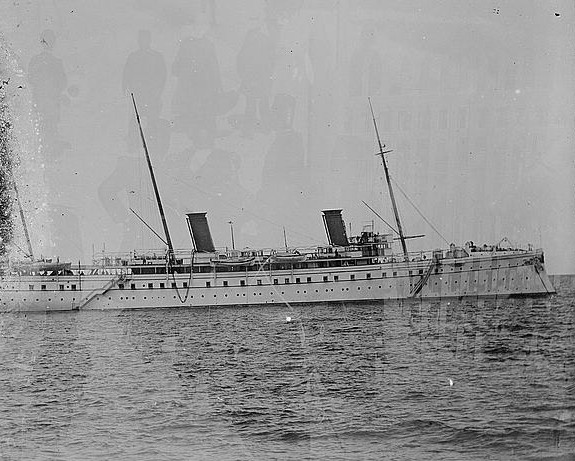
Die Hohenzollern vor Haifa

1896 befand sich die Hohenzollern erstmals für eine Italienreise im Mittelmeer. Für derartige Reisen begab sich Wilhelm II. erst in Genua oder Venedig an Bord und verließ das Schiff ebenso in einem der beiden Häfen wieder. Die Sommerreise führte erneut nach Trondheim. Darüber hinaus kam es zu einem Besuch Nikolaus II. an Bord der Yacht. Die Nordlandreise im Jahr 1897 führte bis Molde. An diese schloss sich ein Besuch beim Zaren in Kronstadt an, während dessen Wilhelm II. vergeblich versuchte, ein bevorstehendes Bündnis zwischen Russland und Frankreich zu unterbinden. Im Herbst diente die Hohenzollern der deutschen Fürstenabordnung für die Reise zum Thronjubiläum Oskars II. Die Sommerreise des Jahres 1898, die sich bis zu den Lofoten erstrecken sollte, wurde nach dem Bekanntwerden des Todes Otto von Bismarcks abgebrochen. Später im Jahr führte eine weitere Reise nach Italien, der Türkei und verschiedenen Häfen des Heiligen Landes. Dabei besuchte Wilhelm II. auch Jerusalem, wo er in einer Rede den Mohammedanern seine Sympathie aussprach. Die Reise endete in Pola.
Trondheim wurde wiederum das Ziel der Sommerreise im Jahr 1899. In Bergen besichtigte der Kaiser das französische Schulschiff Iphigénie, um seinen Bemühungen für ein besseres Verhältnis zu Frankreich Ausdruck zu verleihen. Im November reiste Wilhelm II. mit der Hohenzollern zu einem Besuch seiner Großmutter, Königin Viktoria, nach England. Erstmals blieb die Yacht während des folgenden Winters mit voller Besatzungsstärke in Dienst. Im Jahr 1900 war das Schiff während einer kurzen Nordlandreise bis Bergen unterwegs. Außerdem wurde ihr das Torpedoboot S 97, die Sleipner, als ständiges Depeschenboot zugeteilt.

Unterschrift Kaiser Wilhelms II. am 26. Juli 1900 in Bremerhaven an Bord seiner Yacht Hohenzollern

Im Januar 1901 brachte die Hohenzollern den Kaiser und Kronprinz Wilhelm nach England, wo sie an den Trauerfeierlichkeiten für Königin Viktoria teilnahmen. Während der im Frühjahr stattfindenden Überholung erhielt die Yacht eine Funkanlage. Nach der bis Molde führenden Norwegenreise kam es vom 11. bis zum 13. September zu einem Treffen mit Zar Nikolaus II. in der Danziger Bucht.

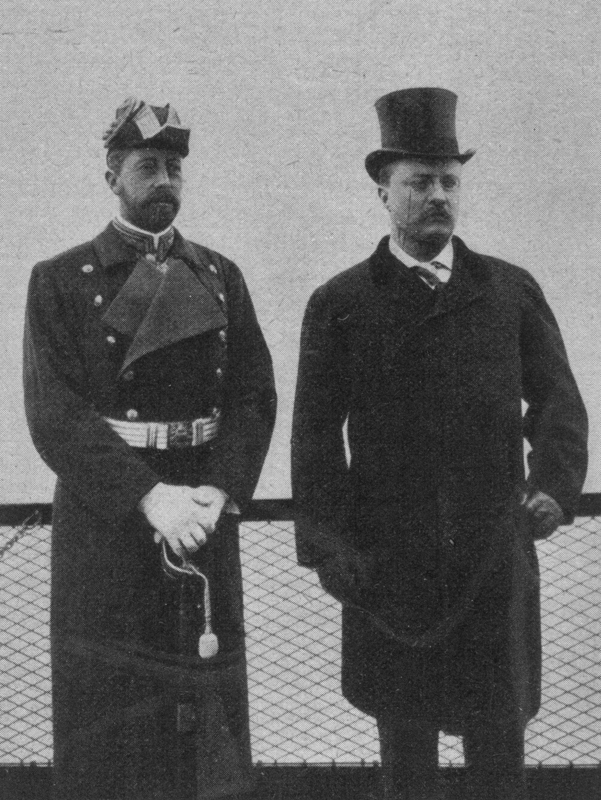
Prinz Heinrich und Theodore Roosevelt am 25. Februar 1902 in New York

Anfang des Jahres 1902 unternahm Prinz Heinrich eine Reise in die Vereinigten Staaten aus Anlass des Stapellaufs der Rennyacht Meteor. Die Hohenzollern lief am 18. Januar zur Überfahrt nach New York aus. Um die für die Überfahrt nötige Brennstoffmenge bunkern zu können, wurden auch die Hängemattsräume, Weinlasten und Gepäckräume als Kohlenlager genutzt. Die Yacht erreichte am 12. Februar New York. Prinz Heinrich nutzte zur Überfahrt den Schnelldampfer Kronprinz Wilhelm, mit dem er am 15. Februar auslief. Erst in Tompkinsville stieg er auf die Hohenzollern über. Nach seiner sturmbedingt um einen Tag verspäteten Ankunft am 23. Februar nahm der Prinz an verschiedenen Empfängen teil, die Staatsyacht wurde zur Besichtigung freigegeben und verzeichnete täglich bis zu 6.000 Besucher. Am 25. Februar fand der Stapellauf der Meteor statt, die auf Bitten Kaiser Wilhelms hin von Alice Roosevelt, der Tochter des ebenfalls anwesenden Präsidenten Theodore Roosevelt, getauft wurde. Zwei Tage später begann Prinz Heinrich seine neuntägige Reise durch 13 Bundesstaaten. Am 11. März verließ der Prinz von Hoboken aus auf der Deutschland die Vereinigten Staaten, am selben Tag trat auch die Hohenzollern die Heimreise an. Das Schiff erreichte am 27. März Kiel, bereits am 18. März war Prinz Heinrich in Cuxhaven angekommen.

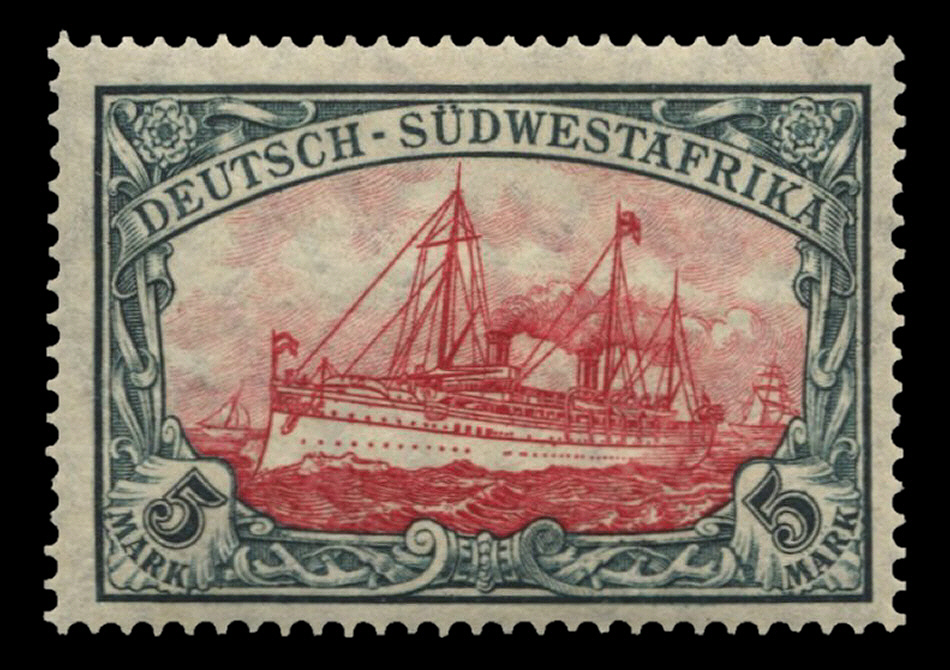
Auf den Briefmarken der deutschen Kolonien war die Hohenzollern abgebildet. (Briefmarke Deutsch-Südwestafrika von 1906)

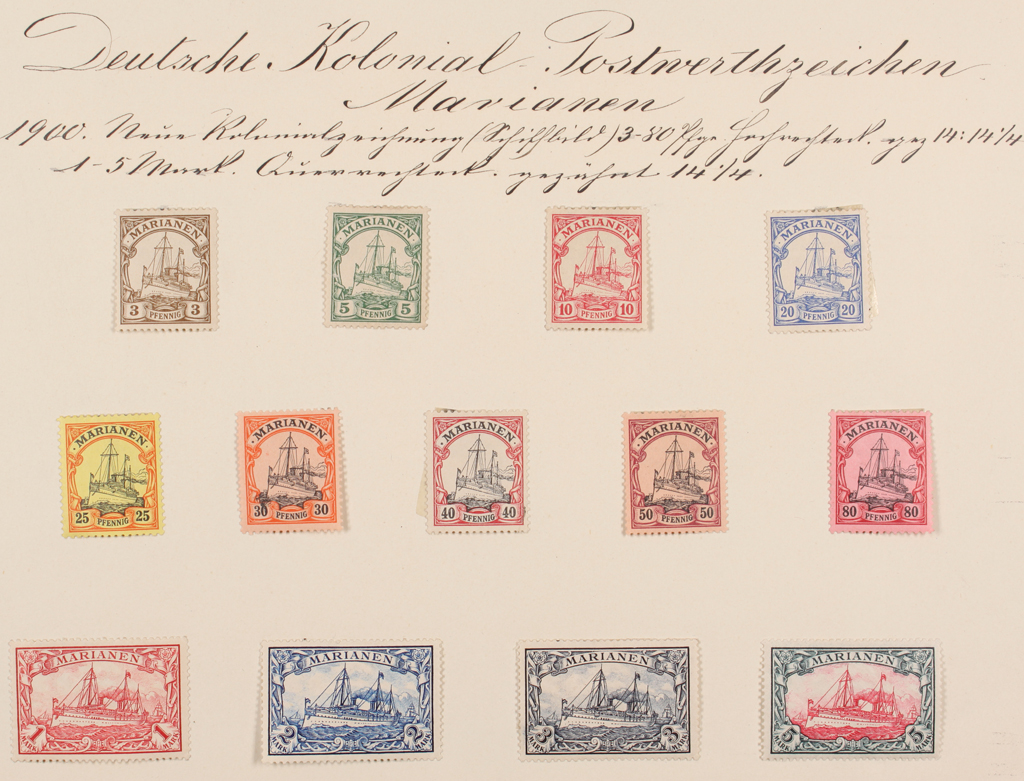
Marianen-Briefmarken der Serie Hohenzollern verschiedener Wertigkeit (1900).

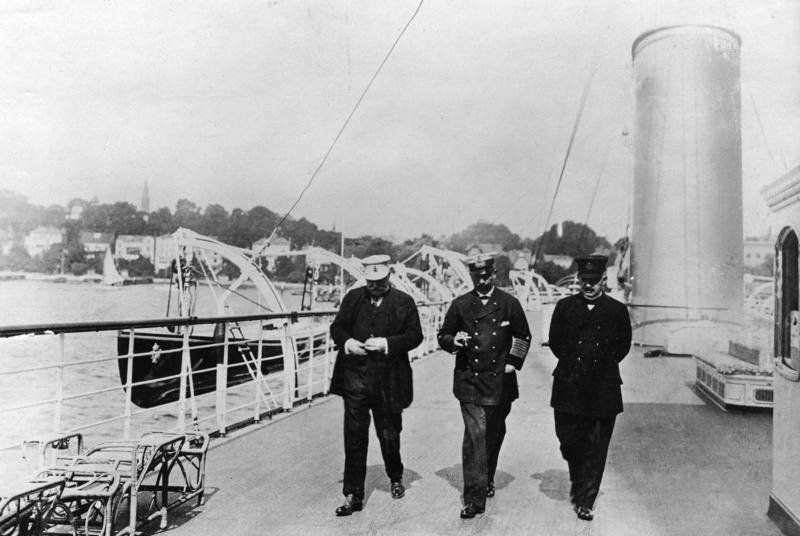
Bernhard von Bülow, Wilhelm II. und Rudolf von Valentini an Bord der Hohenzollern in Kiel, 1908

Nach der USA-Reise wurde die Hohenzollern einer nötigen Überholung unterzogen. Für die Sommerreise nach Trondheim stand die Yacht wieder zur Verfügung. Es folgten Reisen nach Russland und England. Im Jahr 1903 befand sich der Kaiser zu einem Besuch bei König Christian IX. in Kopenhagen sowie zur Nordlandreise, die erneut bis Trondheim führte, an Bord des Schiffes. Valletta und italienische Häfen sowie ein Treffen mit dem italienischen König Viktor Emanuel III. waren das Ziel einer Mittelmeerreise im März des Folgejahrs. Während der Kieler Woche des Jahres 1904 fand ein Besuch König Eduards VII. statt, dem die Norwegenreise, wiederum bis Trondheim, folgte.
Im März 1905 begann eine weitere Mittelmeerreise. Die Hohenzollern fuhr dem Kaiser, der auf dem HAPAG-Dampfer Hamburg folgte, bis Neapel voraus. Auf dem Weg in das Mittelmeer stattete Wilhelm II. auf Drängen des Reichskanzlers Bernhard von Bülow dem marokkanischen Tanger am 31. März einen Besuch ab. Die aufgrund des französischen Vormachtstrebens in Marokko angespannte diplomatische Situation wurde dadurch verschärft. Am 5. April stieg der Kaiser von der Hamburg auf die Hohenzollern um. Während der weiteren Reise wurde auch Korfu angelaufen, wo Wilhelm das für Kaiserin Elisabeth errichtete Achilleion besichtigte. 1907 erwarb der Kaiser das Schloss und ließ es zum diplomatischen Zentrum umbauen.
Da am 7. Juni das norwegische Parlament die Auflösung der bestehenden Personalunion mit Schweden beschlossen hatte, unterblieb das Anlaufen norwegischer Häfen während der Sommerreise. Stattdessen wurden dänische, schwedische und russische Städte besucht. Dabei kam es am 24. Juli 1905 zu einem Zusammentreffen zwischen Wilhelm II. und Nikolaus II. mit dem Ziel, ein deutsch-russisches Bündnis auszuarbeiten. Da der deutschen Seite die Gültigkeitsbeschränkung auf Europa nicht behagte und der russischen Delegation das Bündnis mit Frankreich wichtiger war, kam es jedoch auch bei diesem Treffen lediglich zu einer unverbindlichen Vereinbarung und der Vertrag von Björkö wurde nicht ratifiziert.
Am 6. Mai 1906 wurde die Hohenzollern außer Dienst gestellt, um das Schiff einer Modernisierung zu unterziehen. Dabei wurde hauptsächlich die Kesselanlage erneuert und die Bewaffnung geändert. Außerdem fielen die Randkappen der Schornsteine weg. Während des knapp einjährigen Umbaus diente die Hamburg dem Kaiser für seine Reisen.
Die Hohenzollern stand am 15. April 1907 wieder zur Indienststellung bereit. Dabei übernahm der spätere Chef der Hochseeflotte, Kapitän zur See Friedrich Ingenohl, das Kommando über die Yacht, das er bereits wenige Monate vor ihrer Außerdienststellung innehatte. Die Sommerreise führte wieder in norwegische Gewässer, diesmal bis zum Nordkap. Außerdem fanden neben einem Treffen des Kaisers mit Nikolaus II. vor Swinemünde Besuchsfahrten zu König Friedrich VIII., Königin Wilhelmina sowie Eduard VII. statt. Während des Aufenthaltes in England führte Wilhelm II. längere Gespräche mit Edward Montagu-Stuart-Wortley, welche dieser in Form eines Interviews am 28. Oktober im The Daily Telegraph veröffentlichte. Obwohl der Artikel den deutschen Behörden zur Genehmigung vorgelegt wurde, enthielt er mehrere undiplomatische Äußerungen und löste mit der Daily-Telegraph-Affäre eine der schwersten innenpolitischen Krisen des Deutschen Reiches bis zum Ersten Weltkrieg aus.
Während der Kieler Woche im Jahr 1908 verlieh der Kaiser als Auszeichnung den Marineingenieuren die Schärpe und überreichte dem Leitenden Ingenieur der Hohenzollern seine eigene. Damit war eine deutliche Hebung des Ingenieursstandes verbunden, auch wenn das Seeoffizierskorps weiterhin den überwiegenden Einfluss auf die Entwicklung der Marine besaß. Der Nordlandreise bis Molde folgte eine Fahrt in das Mittelmeer, wo neben italienischen Häfen auch Korfu und Pola angelaufen wurden. Im weiteren Verlauf des Jahres stattete Wilhelm II. dem seit Ende 1907 regierenden schwedischen König Gustav V. einen Besuch ab. Neben der inzwischen üblichen Mittelmeerfahrt fand im Jahr 1909 ein Treffen mit Zar Nikolaus II. vor Reval sowie während der Nordlandreise mit Gustav V. und dem seit 1905 regierenden König Håkon VII. von Norwegen statt.
Im Mai 1910 brachte die Hohenzollern Kaiser Wilhelm II. zur Beisetzung seines Onkels Eduard VII. nach England. Die Sommerreise dieses Jahres führte wieder nach Norwegen. Während der Mittelmeerfahrt im Jahr 1911 wurden italienische Häfen und Korfu angelaufen. Außerdem kam es zu einem Treffen mit Verbänden der k.u.k. Marine. Dem Besuch bei König Georg V. folgte die Nordlandreise bis Balholmen sowie eine Flottenparade vor Erzherzog Franz Ferdinand in Kiel. Im Jahr 1912 fand neben der Mittelmeerreise ein Treffen mit Zar Nikolaus II. bei Baltischport statt. Die Nordlandreise führte erneut nach Balholmen.

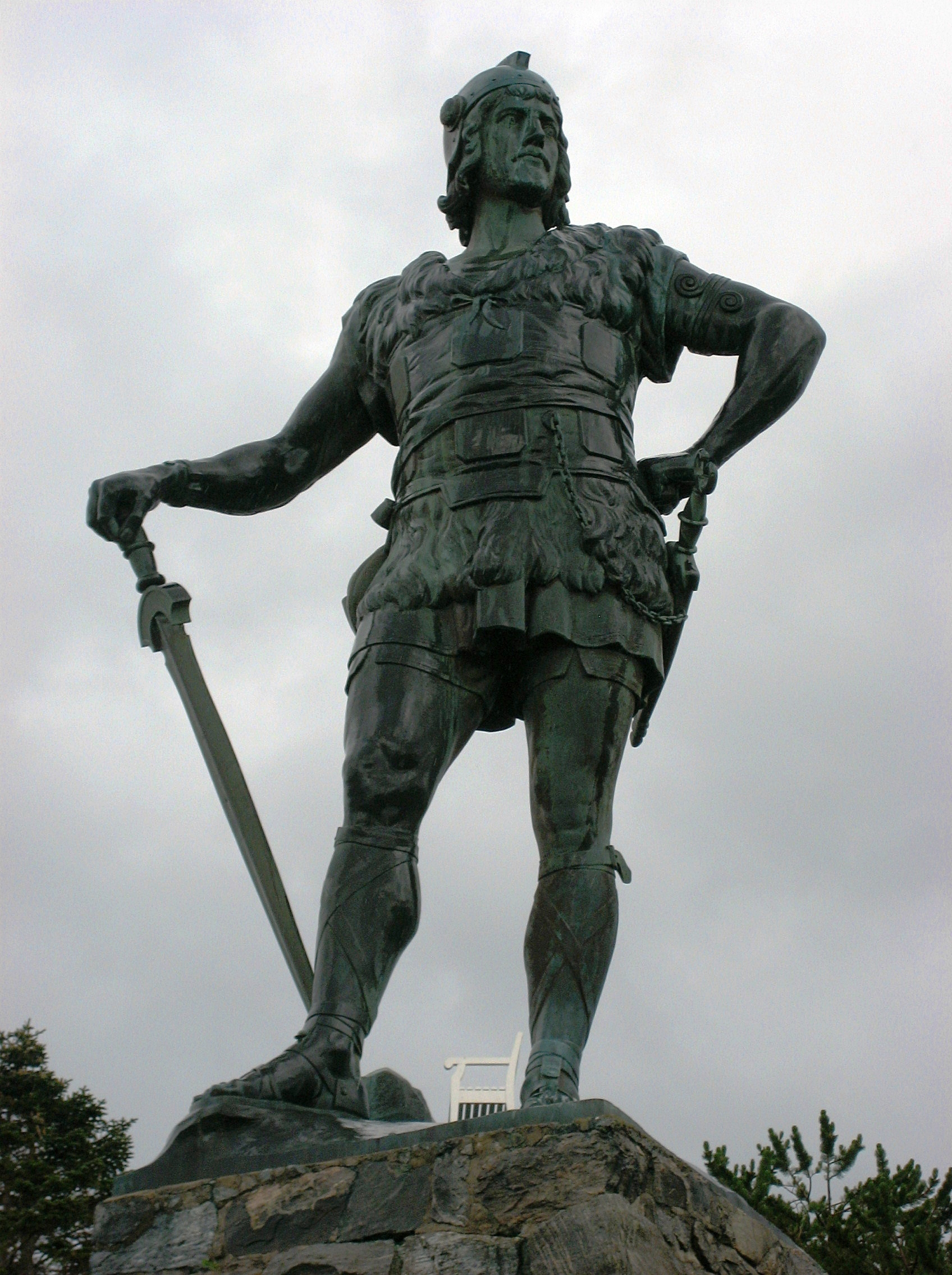
Die Frithjofstatue in Vangsnes

Anlässlich des silbernen Thronjubiläums stiftete das Offizierkorps der Kaiserlichen Marine 1913 für den Flaggenstock der Hohenzollern einen silbernen Adler. Die inzwischen 25. Nordlandreise des Kaisers führte wie in den Jahren zuvor nach Balholmen. In der ebenfalls am Sognefjord gelegenen Ortschaft Vangsnes übergab Wilhelm II. am 31. Juli eine zuvor durch die Wittelsbach nach Norwegen gebrachte und von deren Besatzung aufgestellte Statue der Sagenfigur Frithjof an König Haakon VII. Die „König Frithjov der Tapfere“ genannte Statue wurde von Max Unger geschaffen und sollte die Dankbarkeit des Kaisers für die in Norwegen erfahrene Erholung zum Ausdruck bringen.

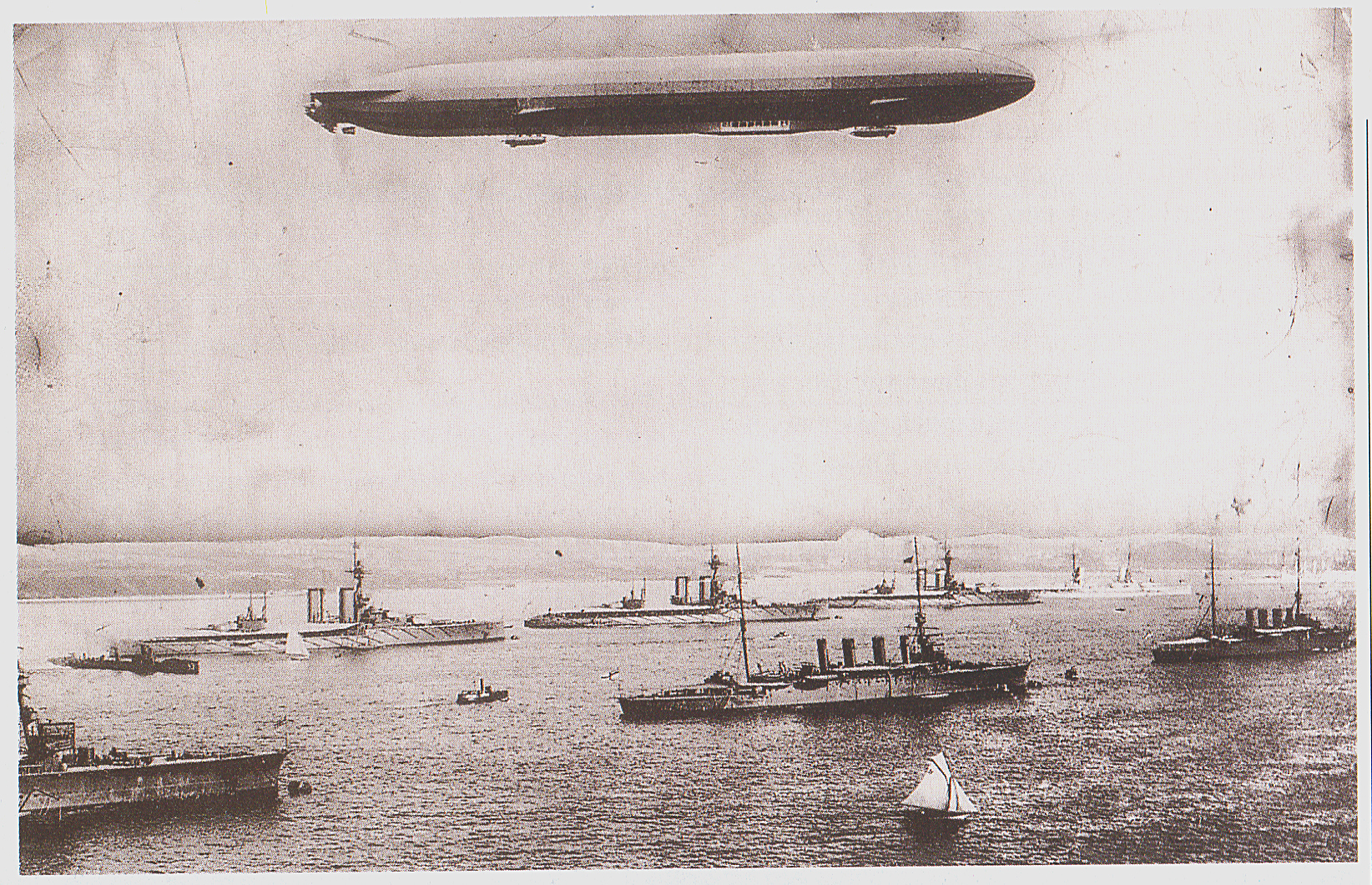
Der britische Flottenverband in Kiel im Juni 1914

Die Mittelmeerreise im Frühjahr 1914 führte nach Italien und Griechenland. Außerdem wurde das österreichische Triest angelaufen. Vor dem Beginn der Kieler Woche erfolgte die Einweihung des erweiterten Kaiser-Wilhelm-Kanals. Zur Kieler Woche selbst hielt sich ein britischer Flottenverband unter Sir George Warrender seit 23. Juni in Kiel auf. Die Nachricht von der Ermordung Erzherzog Franz Ferdinands am 28. Juni beendete jedoch die deutsch-britische Begegnung. Der Kaiser verließ Kiel am 29. Juni, tags darauf lief auch das britische Geschwader wie geplant aus der Förde aus. Obwohl zahlreiche Bedenken bestanden, riet Reichskanzler Theobald von Bethmann Hollweg zur Durchführung der länger geplanten Sommerreise, um die angespannte Situation nicht zusätzlich zu verschärfen. Entsprechend lief die Hohenzollern am 13. Juli, begleitet von nahezu der gesamten Hochseeflotte, zur Fahrt in norwegische Gewässer bis nach Balholmen aus. Die Reise wurde, nachdem sich die Krise durch das österreich-ungarische Ultimatum an Serbien zugespitzt hatte, vorzeitig abgebrochen. Am 27. Juli erreichte die Hohenzollern Kiel. Tags darauf erklärte Österreich-Ungarn Serbien den Krieg, womit der Erste Weltkrieg seinen Anfang nahm.
Obwohl die Hohenzollern auch für den Kriegsdienst vorgesehen war, unterblieb eine kriegsmäßige Herrichtung des inzwischen veralteten und ohnehin nur schwach bewaffneten Schiffs, für das bereits ein Ersatzbau kurz vor dem Stapellauf stand. Die Yacht wurde stattdessen am 31. Juli außer Dienst gestellt. In den 20 Jahren Dienstzeit des Schiffes hatte der Kaiser insgesamt 4 ½ Jahre an Bord verbracht.

## Verbleib

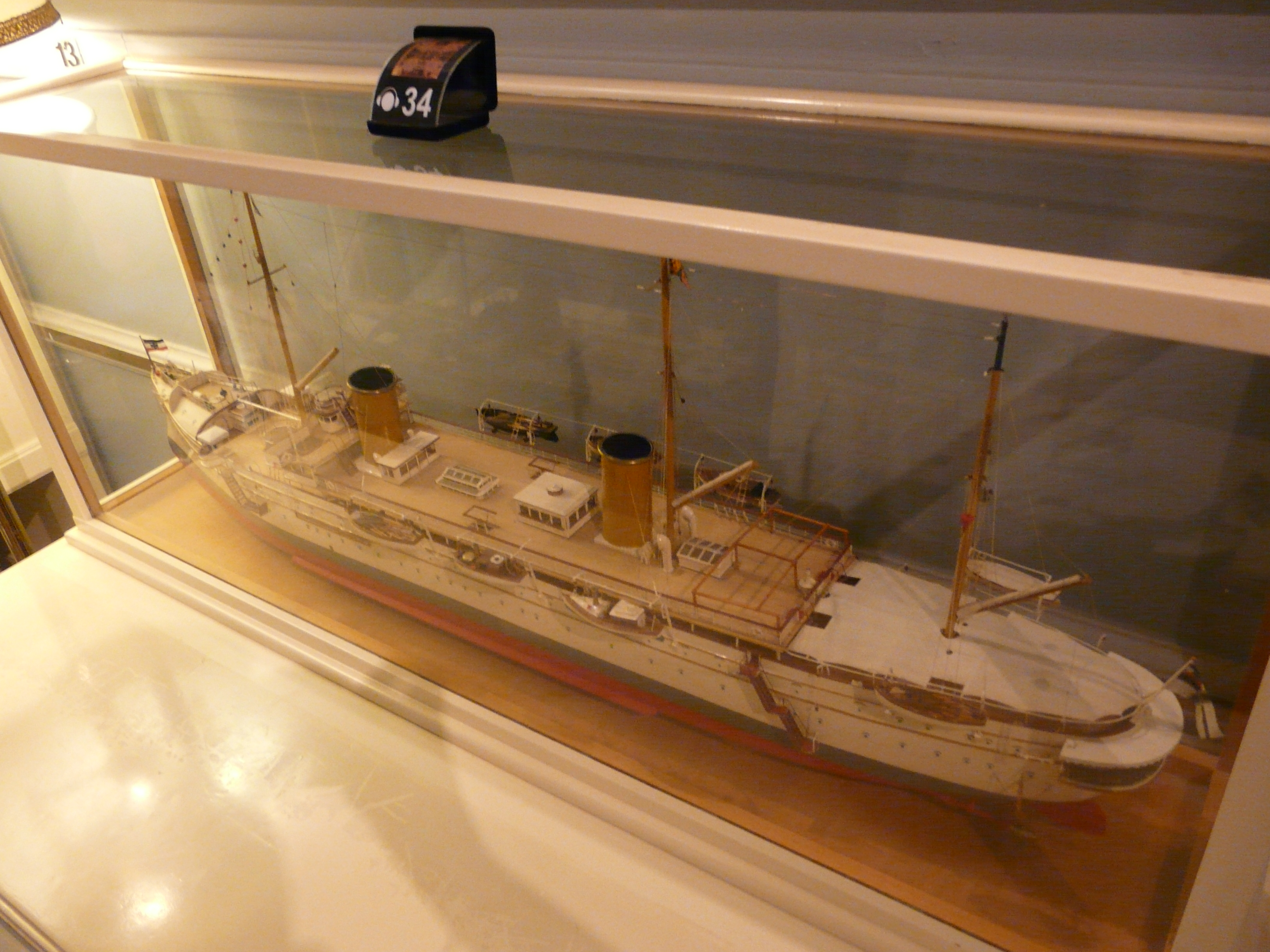
Modell der Hohenzollern im Achilleion auf Korfu, dem Refugium Kaiser Wilhelms

Die Hohenzollern fand während des Ersten Weltkrieges keine Verwendung. Die Yacht wurde am 27. Dezember 1920 aus der Liste der Kriegsschiffe gestrichen. Im Jahr 1923 wurde das Schiff verkauft und in der Folge von den Deutschen Werken in Wilhelmshaven abgewrackt. Das Steuerrad der Kaiseryacht ist erhalten geblieben und ist Teil der Dauerausstellung LICHT UND SCHATTEN der Christus- und Garnisonkirche in Wilhelmshaven. Transportkisten dieses Schiffes sind auf der Burg Hohenzollern im Wasserpumpenturm gelagert. Wie sie dorthin gelangten, ist nicht bekannt.

## Kommandanten
| 8. April 1893 bis September 1895      | Kapitän zur See/Konteradmiral Volkmar von Arnim                            |
| Oktober 1893 bis April 1894           | Kapitänleutnant Reinhold Brussatis (reduzierte Besatzung)                  |
| Oktober 1894 bis März 1895            | Kapitänleutnant/Korvettenkapitän Reinhold Brussatis (reduzierte Besatzung) |
| September 1895 bis März 1896          | Korvettenkapitän Reinhold Brussatis (reduzierte Besatzung)                 |
| Oktober 1895 bis Dezember 1898        | Kapitän zur See/Konteradmiral Conrad von Bodenhausen                       |
| September 1895 bis März 1896          | Korvettenkapitän Reinhold Brussatis (reduzierte Besatzung)                 |
| September 1896 bis März 1897          | Korvettenkapitän Hugo Emsmann (reduzierte Besatzung)                       |
| Oktober 1897 bis März 1898            | Korvettenkapitän Wilhelm Peters (reduzierte Besatzung)                     |
| Dezember 1898 bis 16. August 1902     | Kapitän zur See/Konteradmiral Friedrich Graf von Baudissin                 |
| Dezember 1898 bis April 1899          | Korvettenkapitän Wilhelm Peters (reduzierte Besatzung)                     |
| 17. August 1902 bis 4. Oktober 1904   | Kapitän zur See Guido von Usedom                                           |
| 4. Oktober 1904 bis 5. Mai 1906       | Kapitän zu See Friedrich Ingenohl                                          |
| 15. April 1907 bis 30. September 1908 | Kapitän zu See/Konteradmiral Friedrich Ingenohl                            |
| 1. Oktober 1908 bis 10. Oktober 1911  | Kapitän zur See Oskar von Platen-Hallermund                                |
| 11. Oktober 1911 bis 31. Juli 1914    | Kapitän zur See Johannes von Karpf                                         |